# An der Poststraße
An der Poststraße é um município da Alemanha, situado no distrito de Burgenlandkreis, no estado de Saxônia-Anhalt. Tem 44,45 km² de área, e sua população em 2019 foi estimada em 1.689 habitantes.